# Rafle de La Varenne-Saint-Hilaire
Pour un article plus général, voir Shoah en France.
La Rafle de La Varenne-Saint-Hilaire a lieu le 22 juillet 1944 à La Varenne-Saint-Hilaire. Elle concerne les enfants de la pension Zysman, au 57 rue Georges-Clemenceau. et de l’orphelinat Beiss Yessoïmim, au 30 rue Saint-Hilaire, à  La Varenne. Emmenés au Camp de Drancy, les 28 enfants sont déportés par le Convoi No. 77, du 31 juillet 1944, à Auschwitz, où ils sont assassinés à leur arrivée.

## Histoire
La communauté juive de La Varenne avait acquis en 1929 une maison, et y créa l'orphelinat "Beiss Yessoïmim" (Maison des orphelins) qui fut inauguré en 1934, sous la direction du docteur Wolf Perel.
Le samedi 22 juillet 1944 une rafle frappe La Varenne-Saint-Hilaire. Des nazis et des collaborateurs, sous les ordres du  SS-Hauptsturmführer Aloïs Brunner, envahissent l’orphelinat, au 30 rue Saint-Hilaire et la pension d’enfants Zysman,  au 57, rue Georges-Clemenceau,,,,,.

## Les enfants de l'orphelinat Saint-Hilaire
Par ordre alphabétique,:
- Volf Agrest (ou Volf Agrest-Bornsztajn), 10 ans,

né le 21 octobre 1933 à Nancy. Avant l'UGIF/La Varenne, sa dernière adresse était: Savigny-sous-Faye (Vienne).
- Berthe Alter, 5 ans,

née le 20 septembre 1938 dans le 10e arrondissement de Paris et dont l'adresse avant l'UGIF/La Varenne était au 17 rue Ferdinand Duval dans le 4e arrondissement de Paris. Elle est la sœur aînée de Charlotte Alter.
- Charlotte Alter, 4 ans,

née le 2 mai 1940 à Paris et dont l'adresse avant l'UGIF/La Varenne était au 17 rue Ferdinand Duval dans le 4e arrondissement de Paris. Elle est la sœur cadette de Berthe Alter.
- Raphaël Benderski, 6 ans,

né le 5 juin 1938 à Nancy, dont l'adresse avant l'UGIF/La Varenne était au 17 boulevard Aristide Briand à Châtellerault (Vienne).
- Bernard Bernstein ou Bernath Bernstein, 5 ans,

né le 25 juillet 1939 à Sedan  dont l'adresse avant l'UGIF/La Varenne était au 123 rue de Strasbourg à Niort (Deux-Sèvres).
- Regina Bernstein (ou Régine Bernstein),  6 ans,

née 9 décembre 1937 à Sedan, sœur de Bernard Bernstein.
- Simon Bernstein, 8 ans,

né le 23 mars 1936 à Sedan, frère de Bernard Bernstein et de Regina Bernstein.
- Christiane Fix, 8 ans,

née le 3 janvier 1936 dans le 10e arrondissement de Paris dont l'adresse avant l'UGIF/La Varenne était au 5 rue Voltaire Le Kremlin-Bicêtre (Seine), sœur de Maurice Fix.
- Maurice Fix, 10 ans,

né le 2 septembre 1933 dans le 15e arrondissement de Paris dont l'adresse avant l'UGIF/La Varenne était au 5 rue Voltaire Le Kremlin-Bicêtre (Seine), frère de Christiane Fix.
- Jean Grumberger, 7 ans,

né le 4 juin 1937 à Metz dont l'adresse avant l'UGIF/La Varenne était à Virollet (Charente-Maritime. Il est le frère de Renée Grumberger et de Rolande Grumberger.
- Renée Grumberger', 8 ans,

née le 1er juin 1936 à Metz dont l'adresse avant l'UGIF/La Varenne était à Virollet (Charente-Maritime. Elle est la sœur de Jean Grumberger et de Rolande Grumberger.
- Rolande Grumberger, 5 ans,

née le 11 août 1938 à Metz dont l'adresse avant l'UGIF/La Varenne était à Virollet (Charente-Maritime. Elle est la sœur de Jean Grumberger et de Renée Grumberger.
- Emmanuel Holz, 4 ans,

né le 6 mars 1940 à Nancy dont l'adresse avant l'UGIF/La Varenne, donnée explicitement comme le 30 rue Saint-Hilaire (UGIF) était à Naintré (Vienne).  
- Alain Jurkiewicz, 8 ans,

né le 2 juin 1936 à Etterbeek (Bruxelles) (Belgique), qui avant l'UGIF/La Varenne venait de Bruxelles (Belgique) et avait été arrêté à Besançon (Doubs).
- André Kane, 4 ans,

né le 25 octobre 1939 à Saint Quentin (Aisne) dont l'adresse avant l'UGIF/La Varenne était au 40 rue des Glatiniers à Saint Quentin (Aisne).
- Alliah Sebbah, 3 ans,

née le 2 novembre 1940 dans le 15e arrondissement de Paris, dont l'adresse avant l'UGIF/La Varenne est donnée explicitement comme le 30 rue Saint-Hilaire (UGIF). 
- David Szwalberg, 9 ans, frère de Hermann (ou Armand) Szwalberg et de Madeleine Szwalberg

né le 4 mars 1935 à Paris dont l'adresse avant l'UGIF/La Varenne était au 5 Impasse des Amandiers dans le 20e arrondissement de Paris.
- Hermann Szwalberg (ou Armand Szwalberg), 10 ans, frère de David Swalberg et de Madeleine Szwalberg

né le 5 février 1934 à Paris dont l'adresse avant l'UGIF/La Varenne était au 5 Impasse des Amandiers dans le 20e arrondissement de Paris.
- Madeleine Szwalberg, 7 ans, sœur de David Szwalberg et de Hermann (ou Armand) Szwalberg

née le 20 novembre 1936 à Paris dont l'adresse avant l'UGIF/La Varenne était au 5 Impasse des Amandiers dans le 20e arrondissement de Paris.
- Jacques Tabak, 7 ans,

né le 2 août 1936 à Metz dont l'adresse avant l'UGIF/La Varenne était à Mareuil en Charente.

### Seul enfant de l'orphelinat rescapé de la Rafle
- Albert Szerman, 8 ans

## Les enfants de la pension Zysman
Par ordre alphabétique,:
- Justine Friedrich, 6 ans,

née le 14 avril 1938 dans le 10e arrondissement de Paris dont l'adresse avant l'UGIF/La Varenne était au 100 Faubourg Pont Neuf à Poitiers (Vienne).
- Jacob Hopensztand, 10 ans

- Paul Jakubowicz, 6 ans,

né le 5 juin 1938 à Strasbourg dont l'adresse avant l'UGIF/La Varenne était au 75 rue Desvergne à Tours (Indre-et-Loire).
- Isak Rachow, 7 ans,

né  le 16 octobre 1936 dans le 10e arrondissement de Paris dont l'adresse avant l'UGIF/La Varenne était au 3 rue Solférino à Aubervilliers (Seine).
- Suzanne Sterber, 5 ans,

née le 22 octobre 1938 dans le 18e arrondissement de Paris dont l'adresse avant l'UGIF/La Varenne était au 13 Faubourg Poissonnière dans le 9e arrondissement de Paris
- Édouard Wajnryb, 4 ans,

né le 11 août 1939, à Neuilly-sur-Seine dont l'adresse avant l'UGIF/La Varenne était au 23 rue Ruhmkorff dans le 17e arrondissement de Paris.
- Michel Westreich, 4 ans,

né le 24 février 1940 à Metz dont l'adresse avant l'UGIF/La Varenne était à Saint-Privat-des-Prés (Dordogne).